# Hapoel Jerusalem
Hapoel Jerusalem ist ein israelischer Sportverein aus Jerusalem. Er wurde 1920 gegründet und vor allem durch seine Basketball- und Fußballabteilung bekannt.

## Basketball
Der Basketballverein Hapoel Migdal Jerusalem B.C. (hebräisch הפועל 'מגדל' ירושלים) wurde 1943 gegründet und gehört zu den erfolgreichsten Teams des Landes. Sie wurden einmal (2015) israelischer Meister und gewannen vier Mal den Pokalwettbewerb in Israel (1996, 1997, 2007, 2008) sowie 2004 den europäischen ULEB Cup im Finale gegen Real Madrid gewinnen.

## Fußball
Die Fußballabteilung von Hapoel, der Hapoel Jerusalem F.C. (hebräisch מועדון כדורגל הפועל ירושלים), wurde 1926 gegründet. Sein größter Erfolg war der Gewinn des Staatspokals (גביע המדינה Gvia HaMedina) im Jahr 1973. Die Vereinsfarben sind rot und schwarz. Im Jahr 2019 wurde der Verein vorübergehend aufgelöst. Trat jedoch in der Saison 2020/2021 wieder an. Der Fußballverein arbeitet als gemeinnützige Organisation, die sich ausschließlich im Besitz seiner Fans befindet, die als Treuhänder fungieren. Die Heimspielstätte des Vereins ist das Teddy-Stadion in Jerusalem. Der Club ist zur Saison 2021/22  in die höchste Liga, die Ligat ha’Al aufgestiegen.
| Erreicht     | Datum      | Gegner                      | Ergebnis             |
| ------------ | ---------- | --------------------------- | -------------------- |
| Platz 1      | 1973       | Hakoah Amidar Ramat Gan     | 2:0                  |
| …            |            |                             |                      |
| 8. Runde     | 01.02.2011 | Hapoel Be’er Scheva         | 2:0 (1:0)            |
| Achtelfinale | 02.03.2011 | Maccabi Haifa               | 1:2 (1:1)            |
| 8. Runde     | 07.02.2012 | Maccabi Tel Aviv            | 1:0 (0:0, 0:0) n. V. |
| Achtelfinale | 20.03.2012 | Maccabi Petach Tikwa        | 0:1 (0:0, 0:0) n. V. |
| 8. Runde     | 28.01.2014 | Hapoel Ironi Rischon LeZion | 0:1                  |
| 8. Runde     | 06.01.2017 | Hapoel Afula                | 3:2 (2:1)            |
| Achtelfinale | 24.01.2017 | Hapoel Ramat Gan            | 3:4 i. E.            |
| 8. Runde     | 19.02.2021 | Hapoel Rishon LeZion        | –:–                  |

Ehemalige Spieler
- Aleksandar Sarić (1999–2001)